# Mlaștina Tăul Negru
Mlaștina Tăul Negru este o arie protejată de interes național ce corespunde categoriei a IV-a IUCN (rezervație naturală de tip botanic), situată în județul Maramureș, pe teritoriul administrativ al comunei Băiuț.

## Localizare
Aria naturală se află în partea centrală a județului Maramureș în Munții Lăpușului (grupă muntoasă a Carpaților Maramureșului și Bucovinei, aparținând de lanțul muntos al Carpaților Orientali), în partea nord-vestică a satului Strâmbu-Băiuț, în apropierea drumului județean (DJ109F) care leagă orașul Cavnic de localitatea Lăpuș.

## Descriere

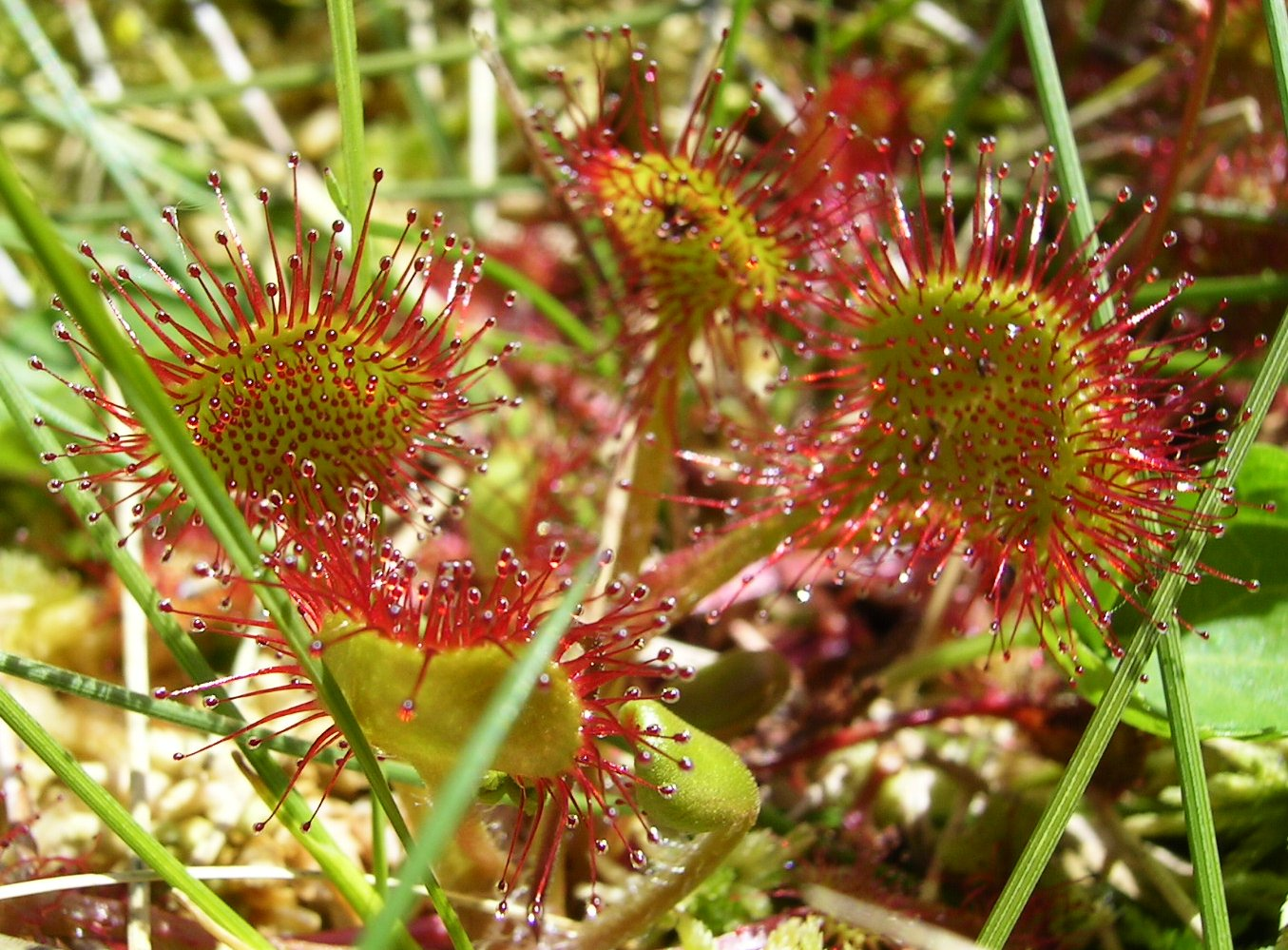
Roua cerului (Drosera rotundifolia)

Rezervația naturală a fost declarată arie protejată prin Legea Nr. 5 din 6 martie 2000 publicată în Monitorul Oficial al României Nr. 152 din 12 aprilie 2000 (privind aprobarea planului de amenajare a teritoriului național - Secțiunea a III-a -  arii protejate) și se întinde pe o suprafață de un hectar.
Aria protejată reprezintă o suprafață (zonă umedă acoperită de mlaștini turboase) ce adăpostește o bogată și diversificată floră specifică turbăriilor oligotrofe. În arealul rezervației au fost semnalate mai multe specii vegetale (unele foarete rare), dintre care: afin vânăt (Vaccinium uliginosum), rogoz (Carex acutiformis), merișor (Vaccinium vitis-idaea), bumbăcăriță (Eriophorum vaginatum), roua cerului (Drosera rotundifolia - specie insectofagă), negară (Nardus stricta) sau răchițele (Vaccinium oxycoccus ssp. microcarpum)

## Atracții turistice
În vecinătatea rezervației naturale se află mai multe obiective de interes turistic (lăcașuri de cult, monumente istorice, arii protejate, zone naturale), astfel:

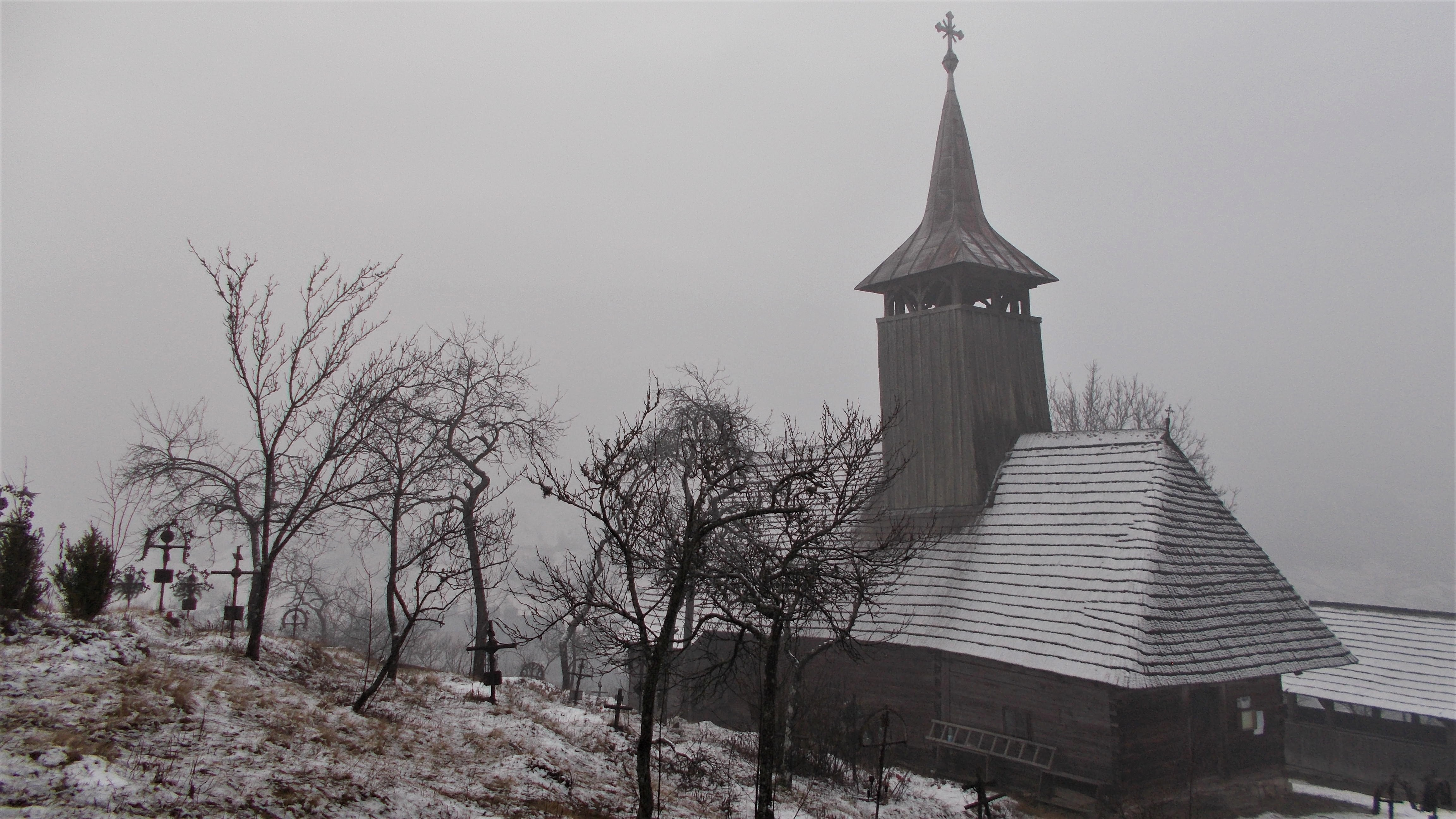
Biserica de lemn din Poiana Botizii

- Biserica de lemn din Poiana Botizii cu hramul „Sfinții Apostoli”, construcție 1825, monument istoric[6].
- Peștera cu Oase de la Poiana Botizii (monument al naturii),  peșteră fosilă (0,50 ha) cu importanță speologică deosebită datorită descoperirilor făcute  aici (oase de urs ce aparțin unei specii dispărute (Ursus spelaeus, oase de ierbivore, concrețiuni, urme de locuire și mici forme de relief formate de-a lungul timpului în urma dizolvării rocilor de către apele subterane).
- Trasee montane în Carpații Maramureșului și Bucovinei